# Soir d'hiver
Pour les articles homonymes, voir Soir d'hiver (homonymie).
Soir d'hiver est un poème du poète québécois Émile Nelligan. Il fut composé vers 1898 et appartient à la section de quinze poèmes intitulée « Les Pieds sur les chenets ». Il est publié la première fois par Louis Dantin dans le journal Les Débats le 14 septembre 1902.
En 1965, le poème « Soir d'hiver » fut transformé en chanson par Claude Léveillée et interprété par  Monique Leyrac.
Émile Nelligan (1879-1941) associe le « sinistre frisson des choses » aux « espoirs gelés » de son « âme noire ». Les spasmes de sa douleur font de sa vie  un jardin de givre où les pleurs des oiseaux et des roses révèlent sa vulnérabilité.

## Texte

### Soir d'hiver
Ah ! comme la neige a neigé !

Ma vitre est un jardin de givre.

Ah ! comme la neige a neigé !

Qu’est-ce que le spasme de vivre

À la douleur que j’ai, que j’ai.

Tous les étangs gisent gelés,

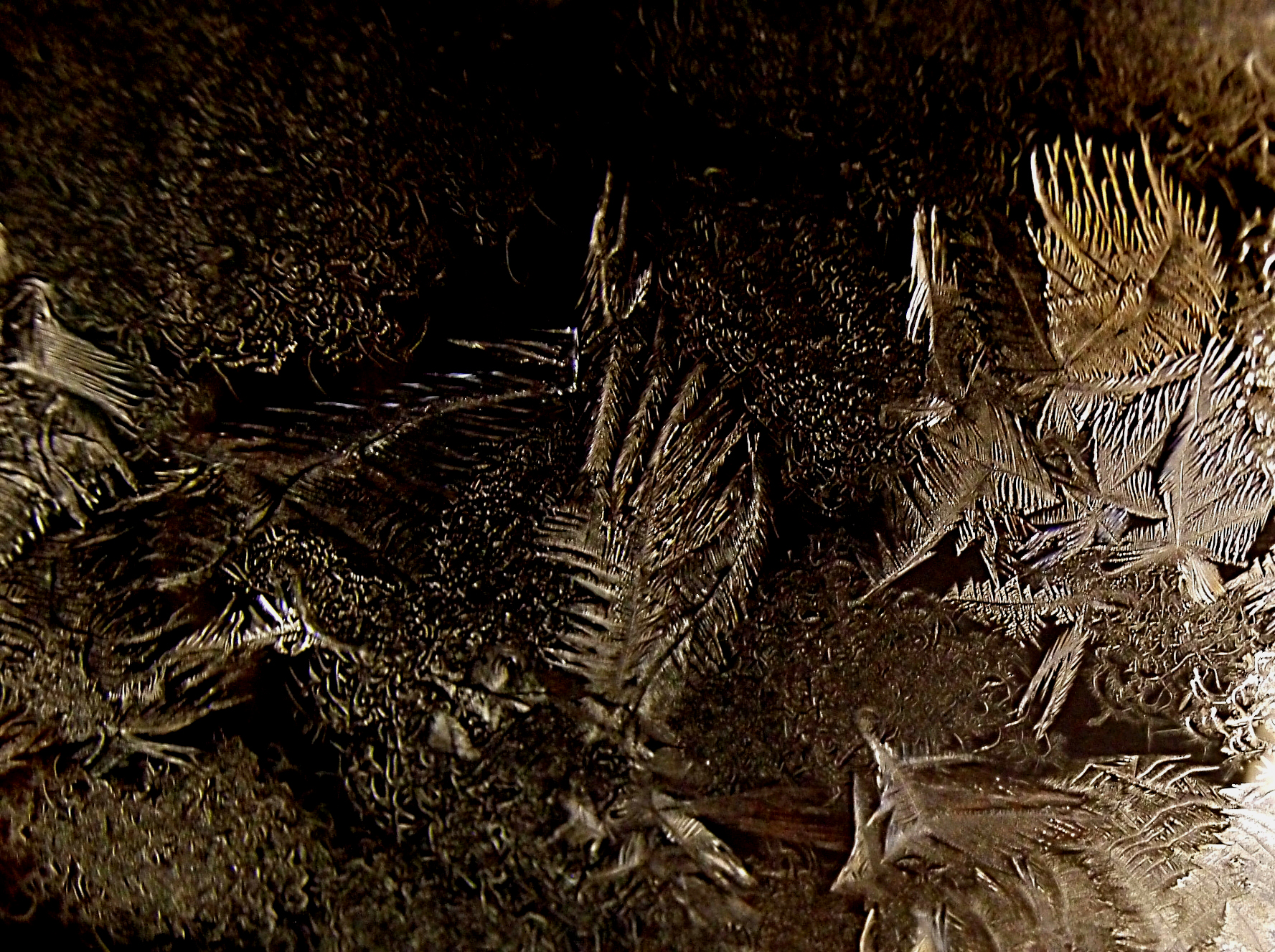
Vitre givrée.

Mon âme est noire ! où-vis-je ? où vais-je ?

Tous ses espoirs gisent gelés :

Je suis la nouvelle Norvège

D’où les blonds ciels s’en sont allés.

Pleurez, oiseaux de février,

Au sinistre frisson des choses,

Pleurez, oiseaux de février,

Pleurez mes pleurs, pleurez mes roses,

Aux branches du genévrier.

Ah ! comme la neige a neigé !

Ma vitre est un jardin de givre.

Ah ! comme la neige a neigé !

Qu’est-ce que le spasme de vivre

À tout l’ennui que j’ai, que j’ai !…
— Émile Nelligan

## Analyse
Il s'agit avec Le Vaisseau d'or de l'autre poème le plus connu d'Émile Nelligan.
Le poème pourrait célébrer un hiver canadien ou québécois, mais Émile Nelligan ne s'intéresse pas aux thèmes nationaux comme Louis-Honoré Fréchette ou Octave Crémazie. Ici, il s'agit plutôt d'une poésie intimiste, d'un paysage-état d'âme.